# Associação Desportiva Recreativa Cultural Icasa
L'Associação Desportiva Recreativa Cultural Icasa, noto anche semplicemente come Icasa, è una società calcistica brasiliana con sede nella città di Juazeiro do Norte, nello stato del Ceará.

## Storia
Il 7 gennaio 2002, venne fondato l'Associação Desportiva Recreativa Cultural Icasa, dopo il fallimento dell'Icasa Esporte Clube. Nel 2003, il club ha vinto il Campeonato Cearense Série B. L'Icasa ha partecipato al Campeonato Brasileiro Série C nel 2005, dove è stato eliminato alla seconda fase, nel 2006, dove l'Icasa fu nuovamente eliminato alla seconda fase, nel 2007, il club fu eliminato alla prima fase. L'Icasa ha partecipato al Campeonato Brasileiro Série C nel 2008, dove è stato eliminato alla seconda fase, ma dato che era una delle quattro migliori squadre in quella fase, l'Icasa si è qualificato per la Série C dell'anno successivo. Nel 2009, il club è stato promosso nel Campeonato Brasileiro Série B.

## Palmarès

### Competizioni statali
- Campeonato Cearense:1

1992
- Campeonato Cearense Série B: 3

2003, 2010, 2020
- Copa Fares Lopes: 2

2014, 2021

### Altri piazzamenti
- Campeonato Brasileiro Série C:

Secondo posto: 2012
Terzo posto: 2009
- Campionato Cearense:

Secondo posto: 2005, 2007, 2008